# Schiedeella schlechteriana
Schiedeella schlechteriana är en orkidéart som beskrevs av Dariusz Lucjan Szlachetko och Charles John Sheviak. Schiedeella schlechteriana ingår i släktet Schiedeella och familjen orkidéer.
Artens utbredningsområde är Guatemala. Inga underarter finns listade i Catalogue of Life.